# 第二次绿色革命
第二次绿色革命是20世紀下半葉開始的一場农业变革，指的是用生物工程技术创造新的生物品种，並通過遗传工程技術培育高蛋白质的農作物，將蛋白質生產基因轉移到高產農作物當中。之後再帶動产量的提高並大幅度减少农药的生产，减少农田和作物污染。